# 戴維·武納吉
戴維·武納吉爵士，GCMG（1950年9月5日—2025年3月7日），曾任所罗门群岛总督、所罗门群岛圣公会主教。2009年至2015年曾担任美拉尼西亚大主教和美拉尼西亚中央教区主教。已婚，育有三个子女。